# Jan Trzecieski
Jan Wojciech Trzecieski herbu Strzemię (ur. 7 czerwca 1855 w Polance, zm. 19 marca 1909 w Krakowie) – poseł do Sejmu Krajowego Galicji VI, VII, VIII, IX kadencji (1889–1909), właściciel dóbr Miejsce koło Krosna.

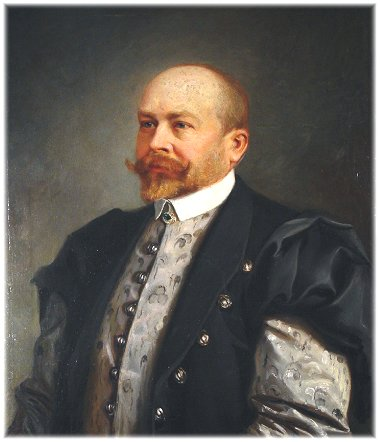
Portret autorstwa Jana Bąkowskiego

## Życiorys
Jego przodkiem był Andrzej Trzecieski, ojcem Tytus Trzecieski, stryjem Franciszek Trzecieski. Jego siostrą była Maria (1853–1932, po mężu Kraińska).
Wybrany do Sejmu Krajowego z IV kurii okręgu wyborczego Krosno. Następnie wybierany z I kurii w obwodzie sanockim (jako reprezentant wielkiej własności ziemskiej). Zmarł w 1909 w trakcie IX kadencji.
Przyczynił się do powstania zakładu wychowawczego młodzieży opuszczonej i zaniedbanej w Miejscu (założył je ks. Bronisław Markiewicz). Został prezesem kasy powiatowej w Krośnie. Zasiadał w komisjach, radzie nadzorczej Towarzystwa Wzajemnych Ubezpieczeń. Jan Trzecieski był jednym z założycieli i członkiem Sodalicji Mariańskiej w Starej Wsi w 1892, pełnił funkcję sekretarza; po latach jego nazwisko zostało wymienione w grupie zasłużonych członków SM na tablicy ich upamiętniającej w tamtejszej bazylice Wniebowzięcia Najświętszej Maryi Panny.
Jego żoną została Anna Łętowska z Łętowa herbu Ogończyk (1865–1945; Kazimierz Piliński podał imię żony Urszula). Ich dziećmi byli Anna (1888-1926, zamężna z Adamem Rozwadowskim), Krystyna (1890-1957, żona Antoniego Tytusa Potockiego), córka (1894-1895) Elżbieta (1900-1952), córka (1902-1973), Tytus (1906-1967).
W 1907 została wydana jego praca pt. Pamiątki i wspomnienia z sanockiej ziemi. Zebrał Jan Trzecieski. Część pierwsza. Po latach publikacja została wydana ponownie w 2008.